# Erich Reimer (Politiker)
Erich Reimer (* 17. Februar 1902 in Berlin; † 15. Januar 1976 in Potsdam) war ein deutscher Widerstandskämpfer und Journalist.

## Leben
Reimer, Sohn einer Arbeiterfamilie, erlernte den Beruf des Schneiders und ging auf Wanderschaft. Seit seiner Lehrzeit gewerkschaftlich organisiert, trat er 1926 der KPD bei. Er leitete die Arbeiterbibliothek Berlin-Friedrichshain und war ab 1932 Mitglied der Leitung des Bundes proletarisch-revolutionärer Schriftsteller. Nach der „Machtergreifung“ durch die Nationalsozialisten 1933 war Reimer im kommunistischen Widerstand gegen das NS-Regime aktiv. Er beteiligte sich unter anderem an der Herstellung und Verbreitung illegaler Schriften. 
Nach 1945 förderte er die  Vereinigung von KPD und SPD zur SED sowie die Durchführung der Bodenreform in Brandenburg. Er war verantwortlicher Kulturredakteur und von 1949 bis 1951 stellvertretender Chefredakteur der Märkischen Volksstimme in Potsdam. 1951/1952 fungierte er als Sekretär des Verbandes der Deutschen Presse. 1952/1953 war er Redakteur des Freien Bauern in Berlin. Anschließend war noch über ein Jahrzehnt lang Mitarbeiter der SED-Bezirksleitung Potsdam.

## Auszeichnungen
- Vaterländischer Verdienstorden in Bronze (1962)